# Шаповалов, Юрий Борисович
Юрий Борисович Шаповалов (род. 18 ноября 1943) — российский геолог, член-корреспондент РАН (2011).

## Биография
Родился 18 ноября 1943 года.
В 1999 году — защитил докторскую диссертацию, тема: «Экспериментальное исследование магматогенного рудообразования».
С 2002 года — директор Института экспериментальной минералогии РАН.
В 2011 году — избран членом-корреспондентом РАН.
Председатель Ученого совета ИЭМ РАН, председатель комиссии РМО по экспериментальной минералогии, член Президиума Черноголовского научного центра РАН, редактор журнала «Experiment in Geosciences».

## Научная деятельность
Развил новое направление исследований — экспериментальное моделирование солевой экстракции рудных и петрогенных металлов в силикатно-солевых системах при высоких Т-Р параметрах. Экспериментально выявлены широкие вариации коэффициентов распределения редких металлов, полиметаллов, редких земель между силикатными и солевыми расплавами. Им исследовано железо-силикатное расщепление расплавов, проведено изучение поведения платины и палладия при этом процессе и обнаружено необычайно контрастное распределение платиноидов между расплавными металлической, сульфидной и силикатной фазами. Существенным вкладом Шаповалова Ю. Б. в геологическую науку является экспериментальное исследование широкого спектра метасоматических процессов. Им воспроизведены все главные типы околорудных метасоматитов кислотного выщелачивания: грейзены, березиты, гумбеиты, аргиллизиты, вторичные кварциты, пропилиты и др.; получены количественные характеристики физико-химических условий образования основных формаций и фаций метасоматических пород на рудных месторождениях; проведена оценка дифференциальной подвижности компонентов. Подробно охарактеризованы физико-химические условия образования кварц-топазовой фации грейзенов на основе изучения минеральных равновесий в модельной системе, грейзеновой зональности и растворимости кварца во фторидных растворах в широком температурном диапазоне. Экспериментально и теоретически исследованы физико-химические условия образования и особенности кристаллогенеза минералов играющих заметную роль в процессах эндогенного минералообразования- турмалина и топаза.